# ムーランルージュ新宿座
ムーラン・ルージュ新宿座（ムーラン ルージュ〈フランス語: Moulin Rouge〉 しんじゅくざ、1931年12月31日 設立 - 1951年 閉館）は、戦前から戦後にかけて、かつて東京・淀橋区（現・新宿区）角筈に存在した大衆劇場である。1931年（昭和6年）に新興の街・新宿に開館し軽演劇やレヴューを上演して学生や知識層の人気を集め、多くの作家、俳優を輩出して1951年（昭和26年）に閉館した。
「ムーラン・ルージュ」とは、本家のフランス・パリのモンマルトルにある「ムーラン・ルージュ」と同様に、フランス語で「赤い風車」という意味である。本家同様、建物の上に大きな赤い風車があった。

## 略歴・概要

### 新宿ムーランの時代
1931年（昭和6年）12月31日、東京府豊多摩郡淀橋町（現在の東京都新宿区新宿三丁目36-16、JR新宿駅東南口東側の「新宿国際会館ビル〈現・GLITTERS Shinjuku〉」のあたり）にオープンした。浅草公園六区の「浅草オペラ」時代（1917年 - 1923年）にテナー歌手、その後、玉木座の支配人をしていた佐々木千里が個人で開いた劇場である。定員は430人。
1931年オープン時には、龍胆寺雄、吉行エイスケ、楢崎勤を文芸部顧問に迎え、前カジノ・フォーリー文芸部長の島村竜三を文芸部長とした。レビュー・軽演劇など、色々なものを演じていた。当初は浅草で演じていた軽演劇の再現でしかなく経営も思わしくなかった。
1932年（昭和7年）12月12日、当時18歳のムーランの歌手・高輪芳子が、四谷区番衆町127（現在の新宿区新宿5丁目）の新宿園アパート2階14号で、雑誌『新青年』のレギュラー執筆者であった当時26歳の作家・中村進治郎とガス心中を図り、大々的に報道された。「ムーラン・ルージュ」の名が一躍知れ渡ることとなる。結局高輪は死去、中村は息を吹き返した。
そのころには、様々な俳優が出演することで、ムーラン独自のカラーの演劇を確立し、次第に評判を呼び満員になるほどの盛況ぶりとなっていた。往時のバラエティーショーを彷彿とさせる多彩な演目を量産する強行スケジュールをこなす中で、スターが生まれた。帝国キネマ演芸で映画俳優「結城重三郎」として活躍後、ムーラン文芸部に入った作家・小崎政房はムーランと並行して、巣鴨撮影所を持つ大都映画の剣戟俳優「松山宗三郎」としても活躍した。
1933年（昭和8年）初頭から1935年（昭和10年）までが、ムーランの全盛期であった。パリにあるのはキャバレーであるが、新宿座は劇場である。入口には赤い風車が回っており、当時の新宿の街の名物にもなっていた。当時山の手を代表する歓楽街になりつつあった、「新宿」の芸能文化に触れる上で欠かせない存在である。ムーラン・ルージュ出身の有名な俳優も多い。1923年（大正12年）9月1日の関東大震災による浅草壊滅と東東京からの人口の流入を背景に登場した。早稲田大学の学生を始め、角筈近辺に住んでいた文化人にも親しまれていた。

### 戦中から戦後
第二次世界大戦中の1944年（昭和19年）、ムーラン・ルージュの名称は敵性語とされ「作文館」と改称。1945年（昭和20年）2月には経営権が佐々木から松竹の手に渡り、同年5月5月25日空襲で劇場が焼失し公演不能となる。
戦後は松竹の手を離れ、混乱の中でムーラン・ルージュの名称が無関係の第三国人によって商標登録されてしまう。そんな状況の中、劇場の跡地を手中にしていた不動産屋の社長がムーランのファンだったこともあり、その援助で1946年（昭和21年）の5月1日より「赤い風車 新宿座」として再開。100人強で満員の小さな小屋だったが盛況を博した。ところが5日を過ぎた頃、神武天皇のような髪型に結った金という朝鮮人が現れて挨拶料を払えと迫るようになった。断っても毎日のように訪れては我が物顔に振る舞った。さらに赤い風車の一員だった金山という朝鮮の歌手が金と呼応して暴力を振るうようになる。それらのトラブルが続いた結果、一度やり直そうということになり一座は解散を宣言した。
その後小屋が増改築され、衆議院選挙に落選し御殿場に引っ込んでいた佐々木千里がもう一度指揮を執ることとなり、佐々木の発案で新劇団の名称は「小議会」と決まった。その噂が広まるとかつてのムーランに縁のある役者たちが続々と参加を希望。1946年（昭和21年）10月1日から公演を開始するが、増えた人件費や大道具の費用が嵩むなど経営上の困難や意見の食い違いで1947年（昭和22年）1月末に解散。僅か4ヶ月の短命であった。しかしその頃、元ムーランの宮阪将嘉と三崎千恵子の夫妻が住んでいた借家の大家だった縁で林以文（恵通企業、現在のヒューマックスグループ創設者）という台湾系華僑が経営に興味を示しており、名称の権利と劇場の土地建物を買い取って、同年4月8日から再び「ムーラン・ルージュ」が復活した。およそ4年間営業を続け「生活の河」をはじめ人気を博した舞台もあったが、戦後急激に流行ったストリップショーなど新しいジャンルの娯楽に徐々に押され、1951年（昭和26年）5月ついに閉館。
なお、ムーラン・ルージュ新宿座で育った人材は、映画・放送界に流れた。その後、「ムーラン・ルージュ」の名称は恵通企業が経営するキャバレーの店名として使用。キャバレーになった後も屋上には赤い風車が置かれた。

### 閉館後

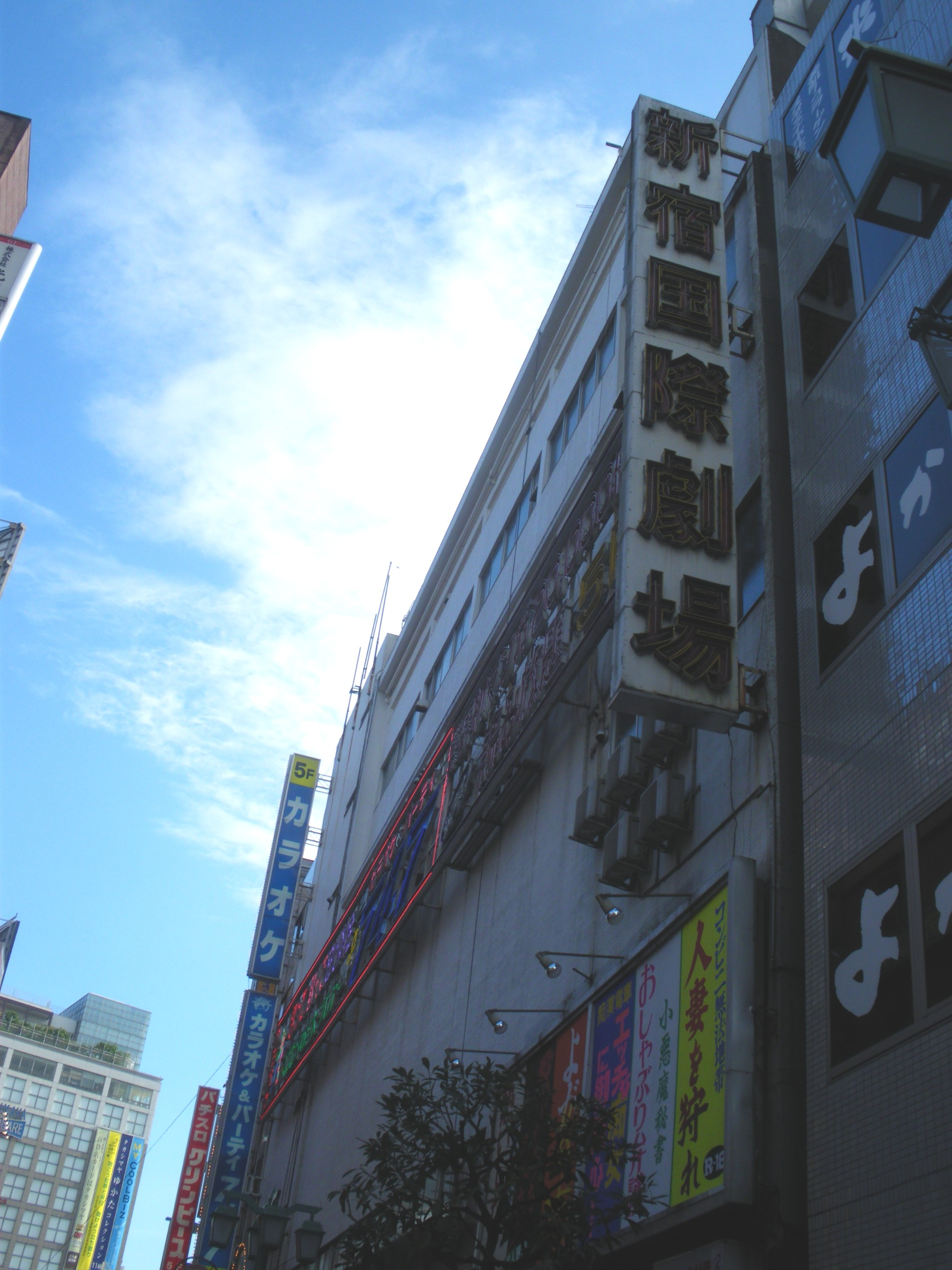
跡地に立地していた新宿国際会館ビル（2009年の写真）

ムーラン・ルージュ新宿座が立地していた場所はその後、国際マンション株式会社が所有し、「新宿国際会館ビル」が建設された。そしてビル内には同社興行部による経営下で、成人映画を中心に公開する映画館「新宿国際劇場」（2階）、「新宿国際名画座」（地下1階）が2012年9月9日まで存在した。
また、同ビルの5階にはストリップ劇場「新宿ミュージック劇場」があった。この劇場を改装し、1985年8月10日に喜劇常打ち小屋「新宿コメディシアター」が開場。同劇場は1990年頃までは貸し館として存在し、1985年にはTBSテレビ「コント山口君と竹田君のおじゃまします」「新伍のお待ちどおさま」の公開生放送などを行っていた。同劇場の閉場後は、カラオケ店「747」となった。

### 解体
新宿国際会館ビルは東北地方太平洋沖地震で破損し危険になった為、2014年8月より解体工事が着手され、2017年7月に地上8階、地下3階の新築商業ビル「GLITTERS Shinjuku」が建てられた。2017年現在、パチンコ店ベガスベガス新宿店とディスカウントストアのドン・キホーテ新宿東南口店が入居している。

### 回顧
「ムーラン・ルージュ新宿座」の記録を残そうと、映画の美術監督の中村公彦とその死後に遺志を引き継いだスタッフによって延べ20人の関係者に取材し貴重な証言が集めた記録映画『ムーランルージュの青春』が製作され、「ムーランルージュ新宿座」生誕80周年記念映画として2011年9月に公開された。

## 当時の在籍者

### 作家
- 龍胆寺雄 （1931年オープン時、文芸部顧問）
- 吉行エイスケ （1931年オープン時、文芸部顧問） - 女優・吉行和子の父。
- 楢崎勤 （1931年オープン時、文芸部顧問）
- 島村竜三 （1931年オープン時、文芸部長） - 前カジノ・フォーリー文芸部長
- 伊馬鵜平 （伊馬春部、1932年入団） - 「日本のルネ・クレール」（村山知義評）
- 小崎政房 （1933年入団） - 京都での俳優時代に有馬是馬と組み、大都映画では「松山宗三郎」名義で俳優、1946年空気座
- 穂積純太郎
- 齋藤豊吉
- 横倉辰次
- 山田寿夫
- 細野羚児
- 小沢不二夫 - 1946年空気座
- 阿木翁助 - のちに日本テレビ放送網常務取締役

### 俳優・歌手
- 高輪芳子 （1932年10月31日デビュー）- 歌手、同年12月12日に作家の中村進治郎（『新青年』）とガス心中
- 有馬是馬 （1932年入団）
- 森野鍛冶哉 （1932年入団）
- ムサシノ漸 （宮坂将嘉、1930年代初期入団） - 1912年10月30日生。長野県出身[17]。ムーラン解散後は劇団民藝に所属。のちに三崎千恵子と結婚。1997年1月20日死去[18]。
- 山口正太郎 （1930年代初期入団） - 1913年1月19日生[19]。 1944年12月以降、ミンドロ島の戦いで死去[20]。
- 鳥橋弘一 （1930年代初期入団）
- 轟美津子 （1930年代初期入団）
- 春日芳子 （1930年代初期入団）- 1921年3月31日生。本名：山本忠子[21]。初期の看板スターの一人で、新興キネマの映画女優としても活躍。
- 三国周三 （1930年代初期入団）- 1907年4月5日生[19]。岡田嘉子一座を経て入団。のちに水町庸子と結婚。1941年、妻の死から半年も経たず[22]結核にかかり死去[23]。
- 望月美恵子 （望月優子、1930年代初期入団）
- 外崎恵美子  - （1930年代初期入団）- 1913年8月13日生。本名：斎藤みき子[19]。映画女優を経てテレビドラマ『座頭市物語』『鳩子の海』などに出演。
- 水町庸子 （1933年入団）
- 小柳ナナ子 （1933年入団）- 1920年1月30日生。本名：佐藤サヨ[24]。看板スターの一人。ムーラン解散時まで在籍。戦後、長女の奈良典子と一緒に舞台に立った。2005年6月死去[25]。
- 明日待子 （1933年入団）- ムーランのアイドル。有馬が発掘し映画にも出演。「身近に会えるアイドル」の嚆矢で、小田急ロマンスカーの元祖である「週末温泉急行」列車の車内放送用レコードを吹き込んだ事でも有名。その後、日本舞踊正派五條流宗家家元の五條珠淑として札幌市中央区に在住していたが、2019年7月14日死去。
- 姫宮接子（1935年入団） - 1920年7月29日生。本名：林縫子[26]。東京府日本橋区（現・東京都中央区）出身[27]。石川県珠洲郡飯田町（現：珠洲市）生まれ[26]とも。看板スターの一人。のち東京吉本に移籍し、タップダンサー、のち映画女優としても活躍。1940年に姫美谷接子と改名するが[28]、1946年に復帰後は芸名を元に戻す。
- 大空千尋
- 藤尾純 - 東宝系映画の俳優。女優・中原早苗の父。
- 水島道太郎
- 武智豊子 - ピエル・ブリヤント出身
- 左卜全 （1935年入団）
- 有島一郎（1936年入団） - 1946年空気座、のち三木鶏郎グループ
- 鈴懸銀子 （1936年入団） - 1922年11月1日生。本名：箕林淑子[24]。俳優高勢実乗の娘。ムーラン在籍時はアイドル路線で「ムーランの名花」と言われ、後の色川武大が大ファンだった。戦後は吉本新喜劇に移籍。高勢ぎん子の芸名で老け役に転じ、長く活躍した[29]。
- 宮城けんじ - 大都映画出身
- 由利徹 （戦前入団）
- 益田喜頓 （戦前入団）
- 三崎千恵子 - 松竹演芸部歌手出身
- 竹久千恵子
- 春日八郎
- 沢村いき雄
- 市村俊幸
- 水谷八重子 (初代)
- 千石規子 - 水谷八重子一座
- 郷宏之 （青木湯之助）
- 矢田茂
- 若水ヤエ子 （1946年入団）
- 三木のり平
- 藤原釜足
- 楠トシエ （1949年入団） - のち三木鶏郎グループ
- 森繁久彌 （1949年入団）
- 久野四郎（1949年入団）[30]
- 谷幹一 （1950年研修生入団）

## CD
- キングアーカイブシリーズ5『ムーラン・ルージュの灯は消えず』、キングレコード、KICS-8162 / KICS-8163

## 関連書籍
- 阿木翁助『演劇の青春』、早川書房、1977年9月
- 横倉辰次『わが心のムーランルージュ』、三一書房、1978年8月
- 窪田篤人『新宿ムーラン・ルージュ』、六興出版、1989年5月 ISBN 4845371642
- 本間正春『戦前の新宿ムーラン・ルージュ』、新風舎、1997年7月 ISBN 4797402423
- 中野正昭『ムーラン・ルージュ新宿座──軽演劇の昭和小史』、森話社、2011年9月 ISBN 9784864050289
- 押田信子『元祖アイドル「明日待子」がいた時代』、扶桑社、2022年8月